# GBS 고려방송
GBS 고려방송은 대한민국의 공동체라디오 광주광역시 중심으로 라디오방송을 송출하고 있다.

## 연혁
- 2022년 3월 1일 개국.